# Special Motor Vehicle Company
Special Motor Vehicle Company war ein US-amerikanischer Hersteller von Automobilen.

## Unternehmensgeschichte
G. H. Eveland, M. T. Eveland, Frank Scott, Tom A. Scott und E. C. Shunard gründeten 1902 das Unternehmen. The Horseless Age berichtete am 29. Januar 1902 darüber. Der Sitz war in Cincinnati in Ohio. Zunächst war es ein Autohaus, später auch für Ford-Fahrzeuge. Dazu kam eine Reparaturwerkstatt. 1904 begann die Produktion von Automobilen. Der Markenname lautete Special. Im gleichen Jahr endete die Fahrzeugproduktion.
The Horseless Age berichtete am 19. Oktober 1910 über die Insolvenz.

## Fahrzeuge
Die Fahrzeuge entstanden nach Kundenaufträgen. Der Motor leistete 9 PS.